# Mahmudia
Mahmudia est une commune roumaine située dans le județ de Tulcea.